# Peter Johansson (handbollstränare)
Rolf Peter Johansson, född 26 april 1973 i Skövde, är en svensk handbollstränare och tidigare handbollsspelare.
Han har framför allt företrätt IFK Skövde, såväl som spelare (två säsonger) och tränare. Han har bland annat varit assisterande tränare till Henrik Schneider, varit huvudtränare tillsammans med Robert Arrhenius och därefter med Joakim Ågren, och framför allt tränat IFK Skövdes juniorlag under många år.